# Geigeria obtusifolia
Geigeria obtusifolia là một loài thực vật có hoa trong họ Cúc. Loài này được L.Bolus mô tả khoa học đầu tiên năm 1915.